# غلين روبرتس (لاعب كريكت)
غلين روبرتس (4 نوفمبر 1973 - )  (بالإنجليزية: Glenn Roberts)‏ هو لاعب كريكت بريطاني.